# Wedringer Straße 10

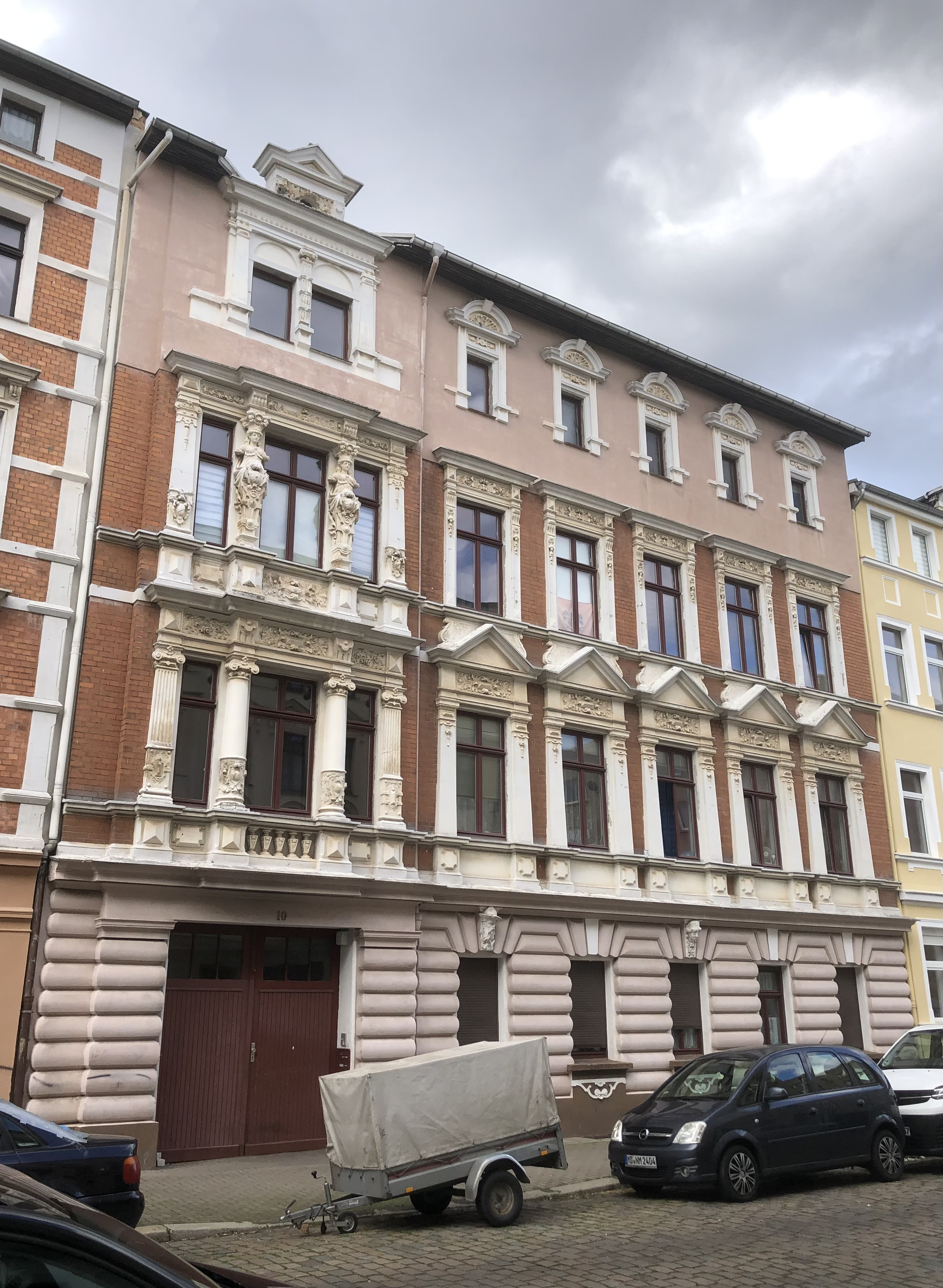
Wedringer Straße 10 im Jahr 2023

Die Wedringer Straße 10 ist ein denkmalgeschütztes Wohnhaus in Magdeburg in Sachsen-Anhalt.

## Lage
Das Gebäude befindet sich im Magdeburger Stadtteil Neue Neustadt, auf der Nordseite der Wedringer Straße. Unmittelbar westlich grenzt das gleichfalls denkmalgeschützte Haus Wedringer Straße 11 an.

## Architektur und Geschichte
Das dreieinhalbgeschossige Haus entstand in den Jahren 1890/1891 in massiver Bauweise im Stil der Neorenaissance. Bauherr und Bauausführender war der Maurermeister August Meurice. Die Fassade ist üppig plastisch gestaltet. Im Erdgeschoss besteht eine Rustizierung, an den Obergeschossen bestehen Pilaster. Die Fensteröffnungen des ersten Obergeschosses sind mit Dreiecksgiebeln überspannt. Auf der linken Seite tritt ein flacher Seitenrisalit hervor. Er ist üppig mit Pilastern, Säulen, gekröpften Gesimsen und Diamantierungen verziert. Das Mezzaningeschoss wurde erst im Nachhinein aufgestockt.
Im Denkmalverzeichnis des Landes Sachsen-Anhalt ist das Wohnhaus unter der Erfassungsnummer 094 76797 als Baudenkmal verzeichnet.
Der Bau gilt im Zusammenhang mit der umgebenden gründerzeitlichen Bebauung als städtebaulich bedeutend.